# Міжнародний еталон
Міжнародний еталон (англ. international measurement standard) — еталон, визнаний всіма країнами, що підписали міжнародну угоду і призначений для всесвітнього використання.
Міжнародні еталони здебільшого зберігаються в Міжнародному бюро мір і ваг (МБМВ). Діяльність МБМВ передбачає систематичні міжнародні звірення національних еталонів з міжнародними з метою встановлення ступеня еквівалентності національних еталонів, що підтримуються Національними метрологічними інститутами (так звані Ключові звірення). В Україні  за станом на грудень 2020 року функції Національного метрологічного інституту покладені на наукові метрологічні центри в залежності від роду величин, національні еталони яких зберігаються в тому чи іншому науковому метрологічному центрі.
Прикладом міжнародного еталону може бути Віденський еталон середньої океанічної води, який поширюється Міжнародним агентством з атомної енергії (МАГАТЕ) для диференціальних вимірювань кількості речовини стабільних ізотопів.